# Catherine Colliot-Thélène
Pour les articles homonymes, voir Colliot et Thélène.
Catherine Colliot-Thélène, née le 29 janvier 1950 à Quimper, et morte le 6 mai 2022 à Paris, est une philosophe française, connue pour ses recherches sur la pensée du sociologue allemand Max Weber et plus généralement pour son travail au carrefour de la philosophie politique et des sciences sociales.

## Biographie

### Parcours
Agrégée de philosophie, et normalienne, Catherine Colliot-Thélène commence sa carrière comme maîtresse de conférences à l’Ecole normale supérieure de Fontenay, avant d'être nommée professeure à l’université de Rennes I et d'en devenir professeur émérite à sa retraite.
De 1999 à 2004, elle exerce la fonction de Directrice du Centre Marc Bloch (centre franco-allemand de recherches en sciences humaines) à Berlin.
En 2010, elle est nommée membre de l’Institut universitaire de France.
Elle a dirigé en France plusieurs groupes de recherche sur la transformation du monde après  la disparition du communisme et de la mondialisation du capitalisme financier. 

### Travaux et axes de recherche
Son domaine de recherche est la philosophie politique et son rapport à la philosophie de l'histoire et à la sociologie.
Ses premiers travaux portent sur Max Weber, avec un premier ouvrage en 1990 Max Weber et l’histoire et une thèse publiée en 1992 sur Le Désenchantement de l’État: de Hegel à Max Weber. Traductrice d'œuvres de Weber, elle publie ensuite une série d'articles sur lui, dont une partie parait dans Études wébériennes : rationalités, histoires, droits, qui lui valent une reconnaissance internationale d'expertise sur le sujet. Elle est par ailleurs une commentatrice reconnue de Kant, Hegel ou Marx qu'elle mobilise pour éclairer la pensée contemporaine, et a des échanges réguliers avec Jürgen Habermas, Axel Honneth et d'autres grands intellectuels allemands.  
À partir de 2006, parallèlement à la publication de La Sociologie de Max Weber, ses travaux s'orientent sur la notion de droits subjectifs et ses corollaires, étudiés au crible de la modification des rapports entre pouvoirs politiques et pouvoirs économiques, et de la multiplication des instances de pouvoir. Les quatre articles publiés sur ce thème aboutissent à la parution de La Démocratie sans « demos » en 2011. Dans Le Commun de la liberté - Du droit de propriété au devoir d'hospitalité, rejetant la perspective des communs, elle s’emploie à démontrer qu’une critique du capitalisme fondée sur les droits subjectifs et la propriété privée est à la fois possible et souhaitable. Elle développe ainsi dans ces deux ouvrages une philosophie politique articulant droits subjectifs, compréhension de l’individualisme contemporain et devenir de la démocratie, en s'efforçant d'éclairer la différence entre souveraineté et démocratie.
En 2020 et 2021, elle revient tout d'abord dans une tribune remarquée sur l'exploitation abusive qui est faite de la définition par Weber de l'État comme détenteur de la violence légitime, abus qui servent à justifier n'importe quelles violences policières,

## Publications

### Ouvrages
- Max Weber et l’histoire, Paris, Presses Universitaires de France, coll. « Philosophies », 1990, 121 p.  (ISBN 2-13-043133-X)
- Le Désenchantement de l’État: de Hegel à Max Weber, Paris, Éditions de Minuit, coll. « Philosophie », 1992, 270 p.  (ISBN 2-7073-1430-7)
- Études wébériennes : rationalités, histoires, droits, Paris, Presses Universitaires de France, coll. « Pratiques théoriques », 2001, 329 p.  (ISBN 2-13-052229-7)
- (dir.) De la société à la sociologie, avec Jean-François Kervégan, Lyon, ENS Éditions, coll. « Theoria », 2002, 248p.  (ISBN 979-10-362-0473-9) voir en ligne
- La Sociologie de Max Weber, Paris, La Découverte, coll. « Repères : sociologie », 2006, 122 p.  (ISBN 2-7071-4731-1)
- La Démocratie sans « demos », Paris, Presses Universitaires de France, coll. « Pratiques théoriques », 2011, 213 p. (ISBN 978-2-13-058162-8)[13],[14]
- (dir.) Peuples et populisme, avec Florent Guénard, Paris, Presses Universitaires de France, coll. « laviedesidées.fr », 2014, 104 p. (ISBN 978-2-13-062852-1)
- (dir.) La métamorphose du prince. Politique et culture dans l'espace occidental, avec Philippe Portier, Rennes, Presses universitaires de Rennes, coll. « Res Publica », 2014, 244 p. (ISBN 978-2-7535-6278-3) voir en ligne
- (dir.) Que reste-t-il de Marx ?, Rennes, Presses universitaires de Rennes, coll. « Philosophica », 2017, 195 p. (ISBN 978-2-7535-5490-0)
- (dir.) Droits subjectifs et citoyenneté, avec Olivier Beaud et Jean-François Kervégan, Paris, Classiques Garnier, coll. « Bibliothèque de la pensée juridique », 2019, 357 p.  (ISBN 978-2-406-09136-3)
- Le Commun de la liberté. Du droit de propriété au devoir d'hospitalité, Paris, Presses Universitaires de France, 2022, 292 pages. (ISBN 978-2-1308-3291-1)

### Traductions
- Roman Rosdolsky, La genèse du « Capital » chez Karl Marx. Méthodologie, théorie de l'argent, procès de production. Vol.1, avec Jean-Marie Brohm, Paris, F. Maspéro, 1976, 398 p. (ISBN 978-2-7071-0806-7)
- G.W.F Hegel, Notes et fragments, Iéna 1803-1806, avec Gwendoline Jarczyk et Jean-François Kervégan, Paris, Aubier, 1991, 319 p. (ISBN 978-2700734768)
- Max Weber, Économie et Société dans l’Antiquité, avec Françoise Laroche et Hinnerk Bruhns, Paris, La Découverte, 1998, 420 p. (ISBN 9782707134639)
- Max Weber, Confucianisme et Taoïsme, avec Jean-Pierre Grossein, Paris, Gallimard, 2000, 408 p. (ISBN 2070739392)
- Max Weber, Le savant et le politique, Paris, La Découverte, 2003, 201 p. (ISBN 9782707140470)
- Max Weber, Les Communautés, avec Elisabeth Kauffmann, Paris, La Découverte, 2019, 300 p. (ISBN 9782348041884)